# Daniel André
Daniel André (ur. 12 września 1965, zm. 22 września 2022 na wyspie Rodrigues) – maurytyjski lekkoatleta, olimpijczyk.

## Kariera
Wystąpił na Letnich Igrzyskach Olimpijskich 1984 w trzech sprintach, czyli w biegach na 100 m, 200 m i 400 m. W każdym z nich odpadł w rundzie eliminacyjnej. W pierwszej z konkurencji zajął 8. pozycję w biegu eliminacyjnym (11,19), osiągając 75 wynik wśród 82 startujących zawodników. Również ostatnie miejsce zajął w biegu kwalifikacyjnym na 200 m (22,16), uzyskując 62. czas spośród 76 sprinterów. 7. lokatę osiągnął w biegu eliminacyjnym na 400 m (49,09), wyprzedzając łącznie 11 zawodników z 80.
André był sześciokrotnym mistrzem kraju. Zdobył złote medale w biegu na 200 m (1984, 1985, 1989) i 400 m (1984, 1986, 1987).
Rekordy życiowe: bieg na 200 m – 21,7 (1985); bieg na 400 m – 48,69 (1988).